# Transtorno de aprendizagem não verbal
Transtorno de aprendizagem não verbal (TANV) é um transtorno do desenvolvimento caracterizado por deficiências visuoespaciais e na comunicação não verbal, embora o indivíduo apresente habilidades verbais e inteligência dentro dos parâmetros normais ou acima da média. Foi descrito inicialmente nos anos 1970 a partir de testes de desempenho neuropsicológicos. Este distúrbio ainda não foi reconhecido na edição do DSM-5 ou na Classificação Internacional de Doenças versão 10, embora vários pesquisadores se dediquem à sua descrição e caracterização. Embora o nome sugira um transtorno específico do desenvolvimento, o TANV é uma condição complexa, envolvendo várias áreas do desenvolvimento. Esta condição é descrita como muito semelhante à Síndrome de Asperger . Alguns consideram que os diagnósticos do TANV e da Síndrome de Asperger referem-se a perspectivas diferentes de um mesmo tipo de desordem, mas que diferem no grau de severidade, sendo os indivíduos com Síndrome de Asperger um grau mais severo . Outros consideram que o TANV é o perfil neuropsicológico de indivíduos com a Síndrome de Asperger. 

## Características
Pessoas com TANV apresentam um bom desenvolvimento da linguagem e vocabulário, boa capacidade de memorização, boa retenção auditiva, atenção e visualização dos detalhes, às vezes leitura precoce, excelente habilidde de soletração entre outras características
São identificadas disfunções nas seguintes áreas:
- Deficiências de percepção tátil e visual, sobretudo do lado esquerdo e percepção auditiva preservada[1]. A deficiência na percepção visuoespacial impacta na falha na formação da imagem, má memória visual, percepção espacial falha[2].

- Alterações psicomotoras marcada por dificuldades de distinção entre direita e esquerda, de orientação visuoespacial[1], problemas de equilíbrio e na habilidade grafomotora [2].

- Em relação à linguagem, observa-se uma expressão verbal mecânica, com conteúdo superficial e alterações de prosódia, problemas na resolução de tarefas não verbais e dificuldades no entendimento de metáforas. As habilidades verbais automatizadas estão preservadas[1].

- Quanto à memória, há dificuldades na memória visual e tátil, com memória auditiva e verbal preservadas[1].

- Comprometimentos na função executiva: apresentam dificuldades em lidar com informações novas e situações complexas, de estabelecer hipóteses e formar conceitos e baixo desempenho na resolução de problemas[1]. Isto impacta na tomada de decisões, planejamento, iniciativa, definição de prioridades, sequenciamento, controle motor, regulação emocional, solução de problemas, controle do impulso, definição de metas, monitoramento do resultado de suas ações, autocorreção e problemas com relações espaciais[2].

- Déficits no raciocínio lógico-matemático e representações espaciais devido aos problemas visuoespaciais, problemas grafomotores e de grafia (disgrafia), dificuldades de compreensão da leitura, embora a leitura seja fluente e possuam boa atenção e memória auditiva. Suas habilidades verbais são bem desenvolvidas e sua aprendizagem é mais beneficiada utilizando-se instruções explícitas e práticas repetitivas [1].

- Na cognição social, têm dificuldades em relação à comunicação não verbal (interpretação de gestos, expressões faciais, mensagens implícitas), problemas de percepção e interação no contexto social, com dificuldades de adaptação a novos ambientes. Tendem a desenvolver transtornos psiquiátricos como ansiedade e depressão[1].

- Do ponto de vista da interação social, apresentam dificuldade de compreender espontaneamente os códigos sociais[1].

Podem ainda apresentar problemas de processamento sensorial em quaisquer sentidos.

## Causas
As causas do TANV ainda não são bem estabelecidas. Inicialmente acreditava-se que devia-se a alterações no hemisfério direito do cérebro, com base nas diferentes funções dos hemisférios cerebrais. Do ponto de vista das funções cerebrais, o hemisfério direito é responsável pelo processamento sequencial das informações, identificação de pessoas, objetos e animais, da lateralidade de atividades motoras, da praxia, da fala e compreensão linguística, das habilidades de aritmética, leitura e escrita, bem como da expressão de emoções positivas. Por sua vez, o hemisfério direito desenvolve as funções de processamento de informações simultâneas, do reconhecimento de categorias de pessoas e objetos, compreensão musical, percepção visuoespacial, da manutenção do gesto e postura, da compreensão prosódica, do raciocínio lógico matemático, da expressão de emoções negativas e de percepção das emoções.
Em 1995, Rouke propôs o modelo da substância branca para explicar o transtorno: o sistema nervoso central é formado primariamente pela substância cinzenta (as células nervosas) e substância branca (axónios mielinizados responsáveis pela condução de impulsos nervosos rápidos). A substância branca, portanto, é o meio pelo qual a informação é transmitida no interior dos hemisférios cerebrais e entre eles.  
Observa-se a ocorrência de maior quantidade de substância branca e maior quantidade de conexões intra-regionais no hemisfério direito, enquanto o hemisfério esquerdo tem mais quantidade de substância cinzenta e maior quantidade de conexões inter-regionais.  A maturação cerebral ocorre primeiramente no hemisfério direito, de forma que lesões cerebrais que ocorram na fase perinatal afetam mais o lado direito do cérebro.
Recente estudo com crianças portadoras de TANV, Síndrome de Asperger e Transtorno de Déficit de Atenção e Hiperatividade (TDAH) identificaram alterações anatômicas diferenciadas no corpo caloso entre os portadores de TANV. O corpo caloso é uma espessa faixa de fibras no cérebro que conecta os dois hemisférios cerebrais. É responsável pela comunicação entre eles e também serve as áreas do cérebro associadas às funções visuoespaciais. A área total do corpo caloso de todos os grupos apresentou-se similar. Entretanto, nos indivíduos com TANV foi identificado um esplênio mais reduzido. O esplênio é uma parte posterior do corpo caloso. O corpo caloso menor foi associado ao QI de execução mais baixo, mas não ao QI verbal. Este mesmo estudo avaliou também imagem por ressônancia magnética funcional, comparando o comportamento de indivíduos diagnosticados com a Síndrome de Asperger e TANV sob estímulos de interação social. Observou-se que as áreas cerebrais ativadas foram diferentes entre os dois grupos. Isto sugere que o TANV é um diagnóstico distinto da Síndrome de Asperger ou TDAH.
Diversos autores atribuem um efeito cascata ao TANV: o núcleo das dificuldades provém das dificuldades na percepção tátil e visual, das habilidades psicomotoras complexas e dificuldades em lidar com novas circunstâncias. Os demais déficits neurospsicológicos, na função executiva, acadêmicos, linguísticos e sociais seriam resultantes deste núcleo. Esta hipótese ainda necessita de maior comprovação empírica.
Há relatos também de condições médicas que podem provocar danos ao hemisfério direito:
- Hidrocefalia, quando a pressão do fluido pode danificar mais a substância branca no interior do cérebro.
- Síndrome de Turner, que é um problema genético que afeta meninas com apenas um cromossoma X e apresenta alterações no desenvolvimento cerebral.
- Síndrome do X frágil, uma alteração no cromossoma X que se manifesta em meninos, pode levar a distintos padrões de desenvolvimento.
- Tumores, calcificações, cistos, e danos cerebrais: quaisquer processo que provoque dano no lado direito do cérebro pode levar ao quadro clínico do TANV.
- Esclerose múltipla e outras desordens da substância branca, que provocam diversos problemas neurológicos.
- Agenesia de corpo caloso, quando a maior quantidade de fibras de comunicação entre os dois hemisférios não se desenvolve corretamente.
- Hipotiroidismo congênito, que ocorre quando o feto é privado da quantidade normal de hormônios da tireóide durante a gravidez.
- Síndrome alcoólica fetal, causada por danos ao desenvolvimento do feto provocados pelo álcool.
- Tratamento da leucemia e tumores cerebrais, devido a efeitos da radioterapia na substância branca.
- Outros, como Síndrome de DiGeorge, Síndrome de Williams, Síndrome de Cornelia de Lange e Síndrome de Sotos.

## Subtipos
Os diversos sintomas presentes no TANV podem permutar gerando diferentes manifestações comportamentais entre os indivíduos afetados.  Especialistas dividem estas manifestações em subtipos com a finalidade de diagnóstico e tratamento adequado. Entretanto, ainda não há consenso entre os pesquisadores sobre estas classificações. Com a finalidade de assegurar aos indivíduos o acesso às intervenções necessárias, Broitman e Davis propõem uma  subdivisão, baseados em sua experiência clínica. Esta subdivisão considera que todas as pessoas com TANV apresentam dificuldades viso-espaciais e executivas em relação aos seus pares, sendo estas dificuldades a componente primária do TANV.

### Subtipo 1[2]
O indivíduo apresenta dificuldades viso-espaciais e na função executiva. Podem apresentar também deficiências sociais e acadêmicas leves, mas não a ponto de ser uma discrepância significativa que requeira intervenção.

### Subtipo 2[2]
As dificuldades viso-espaciais e executivas impactam significativamente no seu funcionamento social. Crianças neste subtipo necessitam de avaliações formais e programas de tratamento, como terapia da linguagem semântico pragmática, treino de habilidades sociais.

### Subtipo 3[2]
As dificuldades viso-espaciais e executivas são bastante significativas, impactando a vida acadêmica, principalmente nas áreas de matemática, mas podem afetar também a leitura avançada, a compreensão, a expressão escrita, geografia e ciências relacionadas à matemática. Intervenções e apoio acadêmico são necessários.

### Subtipo 4[2]
Este subtipo engloba os indivíduos com deficiências nas funções viso-espacial e executiva, dificuldades sociais e déficits acadêmicos em todas as áreas, necessitando de intervenções e suporte.

## Intervenções
O apoio de profissionais especializados para crianças com TANV pode envolver o psicólogo escolar; psicopedagogo ou neuropsicólogo para ajudar no desenvolvimento intelectual, processamento da informação ou neuropsicológico e função executiva; professores da educação especial para assegurar o desempenho acadêmico; fonoaudiólogo para dificuldades semântico-pragmáticas; e terapeuta ocupacional para as dificuldades motoras. 
Pode-se recorrer ainda à coordenação escolar para intervenções nas habilidades sociais e/ou encaminhamento ao psiquiatra para o caso de comorbidades que necessitem de medicação.